# 杨逸铮
杨逸铮（1966年12月—），中华人民共和国女性政治人物，生于山东商河，中国共产党籍。

## 生平
曾任中国共产党第二十届中央纪律检查委员会委员，中央纪委国家监委驻国家市场监督管理总局纪检监察组组长、国家市场监督管理总局党组成员。2024年10月，她与林国耀职务对调，出任中央纪委国家监委驻退役军人事务部纪检监察组组长，部党组成员。